# シヘキサチン

シヘキサチンの構造式

シヘキサチン (cyhexatin) は、かつて農薬として世界的に使用されていた物質である。商品名プリクトランとして発売されていた。組成式はC18H34OSn、CAS登録番号13121-70-5。

## 性質
毒性は劇物。水に難溶性で、無色の固体である。水中で安定。

## 生成
シヘキサチンはブロモシクロヘキサンまたはクロロシクロヘキサンからマグネシウムと多段階の反応により得ることができる。
得られた中間生成物を水酸化ナトリウムと反応させて、その後シクロヘキシルマグネシウムブロミド、塩化スズ（IV）およびトリシクロヘキシルスズと反応させてシヘキサチンを得る。

## 使用
殺ダニ剤として1968年に導入されたのち、殺虫剤として農薬効果があるために幅広く用いられてきたが、人体への影響（発癌性）が指摘され、オーストリア、ドイツ、スイスのヨーロッパでは、2008年4月4日にロッテルダム条約によって、シヘキサチンを有効成分とする農薬は承認されずに使用禁止となったが、一方では一部の国や地域でいまだに使われ続けている。
日本においてはプリクトラン（商品名プリラー及びプリック）と呼ばれ、日産化学、クミアイ化学、山本農薬、ダウ・ケミカルにより製造されていた。しかし、1985年にダウ・ケミカルによりウサギへの催奇形性が発見され、同社が1987年に発売中止を決定したことから同年12月3日を以て失効し、失効前に流通した分も製造業者により自主回収された。1995年の厚生省の食品衛生調査会で再評価の結果、催奇形性に関して無毒性量が評価できなかったため、作物中に検出されてはいけないものとなった。しかし、2002年に同様に失効していたカプタホールなどと共に無登録輸入品が不正に果樹農家などで使用されていることが判明し、大問題に発展した（無登録農薬事件）。